# Bukott angyal

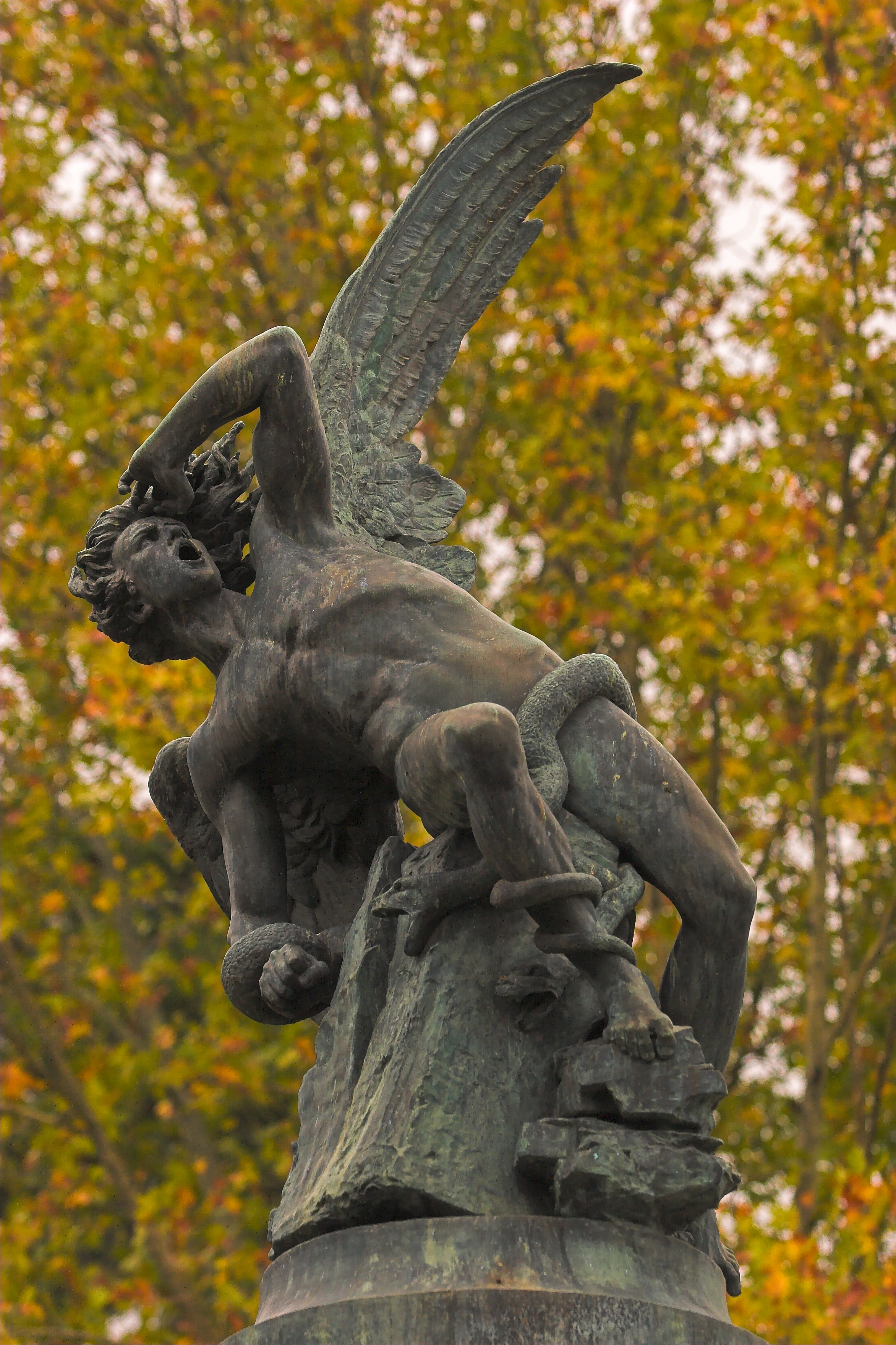
Bukott angyal (R. Bellver, 1877), Madrid, Spanyolország.

A bukott angyalok (démonok, ördögök) a Biblia szerint olyan angyalok, akiket kiűztek a mennyországból, miután fellázadtak Isten ellen. A bukott angyalok vezetője a Sátán.

## A bukás okai
A Biblia szerint teremtménye a Sátán, aki sok angyal felettese volt, de kisebb volt Istennél, ezért irigység támadt benne (Bölcsességek könyve 2:24). A jelenések könyve így ír a Sátán és angyalai büntetéséről:
A démonok olyan angyalok, akik „vétkeztek”, vagyis olyan szellemteremtmények, akik fellázadtak Isten ellen (2Péter 2:4). Az első angyal, aki démonná tette magát, Sátán, az Ördög volt. Róla azt írja a Biblia, hogy ő „a démonok uralkodója” (Máté 12:24, 26).
A Bibliából megtudjuk, hogy Noé napjainak özönvize előtt bizonyos angyalok fellázadtak Isten ellen: „az igaz Isten fiai felfigyeltek rá, hogy az emberek lányai szépek; és feleségeket vettek maguknak, mégpedig mindazokat, akiket kiválasztottak” (1Mózes 6:2). Ezek a gonosz, bukott angyalok „elhagyták a maguk megfelelő lakóhelyét”, az eget, és emberi testet öltöttek, hogy szexuális kapcsolatot létesítsenek a nőkkel (Júdás 6).
Amikor eljött az özönvíz, a lázadó angyalok levetették az emberi testüket, és visszatértek az égbe. Isten azonban kizárta őket a családjából. A démonok büntetése többek között az lett, hogy soha többé nem ölthetnek emberi testet (Efézus 6:11, 12).
„Levetették a nagy sárkányt, ama régi kígyót, aki maga az ördög, a sátán, aki tévútra vezeti az egész világot. A földre vetették, s vele együtt letaszították angyalait is.” (Jelenések könyve 12:9)
A bukott angyalokról még két említés található a Bibliában: Péter második levele 2:4 és Júdás levele 1:6. A történet babilóniai eredetű lehet.
A Bukott angyalok nem Istennel álltak szemben. A saját akaratukat követték - a szívüket. Mások még azt gondolják,hogy az ördög és isten közti harcban egyik oldalra se álltak és inkább a szerelmet vagy mást választottak és ezért hívják őket Bukott angyaloknak. Vagy ahogy tetszik a mennyből kitaszítottaknak.[forrás?]

## Magyarázatok

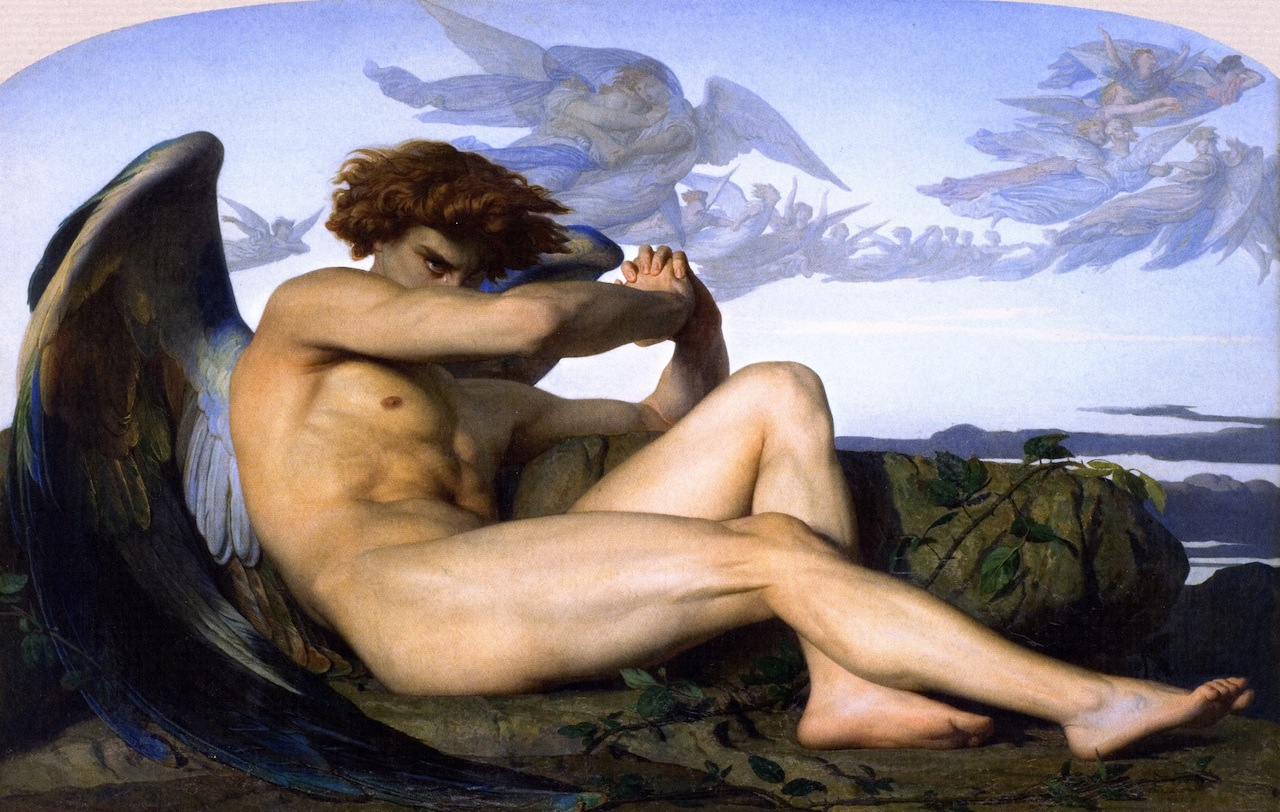
Alexandre Cabanel: A bukott angyal (olaj, vászon, 1847), Musée Fabre, Montpellier

### Isten körei
Az Isten köreiről szóló tanítást először az alexandriai Origenes Adamantius, a kora keresztény egyház egyik atyja terjesztette elő. Origenes úgy hitte, hogy Isten egyenlőnek és szabadnak teremtette az angyalokat. Azonban a szabad választás lehetősége miatt az angyalok egy hányada kezdett eltávolodni Istentől a saját választásuk okán. Akik a legkevésbé távolodtak el, azok Isten közelében maradtak. Akik messzebbre merészkedtek, azok az alsó légkörbe hullottak és őket ismerjük mi angyalokként (a legalsóbb rend az angyali hierarchiában). Akik még messzebre távolodtak, azokból emberek lettek, és akik a legtávolabb, azokból a bukottak vagy a démonok.
Origenes azt mondta, hogy bár ezek az angyalok elbuktak és emberekké vagy démonokká váltak, mégsem veszett el számukra a remény, mert az emberekből újra angyal lehet és a démonok is visszanyerhetik a korábbi mennyei alakjukat. Hasonlóképp az angyalok is bármikor elbukhatnak, hogy ember vagy démon legyen aztán belőlük.

#### Kéjvágy
Ez a magyarázat az Énokh három könyve címen ismert apokrif gyűjteményben fordul elő, amelyről az Ószövetség is említést tesz. Eszerint Isten az angyalok egy kiválasztott csoportját bízta meg azzal, hogy segédkezzenek az Arkangyaloknak az Édenkert létrehozásánál. Ezt a csoportot Felvigyázóknak hívták. Amikor a Felvigyázók leereszkedtek a földre, meglátták az emberek leányait és szerelembe estek velük. Felfedték az ember előtt a mennyek néhány titkát, mint az égitestek mozgását (asztrológia), a fegyverkészítés művészetét (páncélkészítés), és az arcfestés és a parfümök használatát. Néhányuk még feleséget is vett magához és utódokat nemzett, óriásokat, akiket Nefilimnek hívtak. Isten úgy megharagudott ezek után, hogy kitiltotta őket a mennyekből, halandóvá tette és démonokká változtatta. Majd özönvizet küldött rájuk, hogy elmossa az óriások pusztításának nyomait. A történetről a vízözön előzményeként a Teremtés könyve (6:1–4) is említést tesz, ott azonban nem angyalok, hanem „Isten fiai” szerepelnek.

#### Büszkeség
Ez a történet szól Lucifer lázadásáról, akit a középkorban a Sátánnal azonosítottak. A Hajnalcsillag (latinul Lucifer) túlzottan törtetővé és önközpontúvá vált, és hogy az erejét megmutassa, a saját trónját olyan magasra akarta emelni, mint Isten trónja. Ezért aztán letaszították az Alvilágba. A történet valószínűleg a régi kánaáni vallásból ered, említése Ézsaiás könyvében található (Ézsaiás könyve 14:12).